# Boeing X-37
Boeing X-37 (jinak též Orbital Test Vehicle) je americký experimentální bezpilotní kosmický raketoplán. Má sloužit k otestování nových technologií na oběžné dráze a při návratu do atmosféry. Původně civilní projekt spravovaný agenturou NASA převzalo v roce 2004 Ministerstvo obrany Spojených států amerických.

## Historie
V roce 1999 vybrala NASA společnost Boeing, aby vyvinula a vyrobila malý kosmický raketoplán na základě dřívějšího projektu Boeing X-40. První fáze projektu trvala čtyři roky a stála 192 milionů USD. Druhá fáze projektu začala v roce 2003 a měla stát 301 milionů USD, v roce 2004 však program převzala vojenská agentura DARPA a program se stal utajeným.
X-37 měl být původně na oběžnou dráhu vynášen v nákladním prostoru raketoplánů, z ekonomických důvodů došlo ke změně na vynášení pomocí raket Delta IV nebo srovnatelných. Design X-37 vychází z amerických raketoplánů. Mezi úkoly X-37 mělo patřit např. setkání se satelity na oběžné dráze včetně doplnění paliva či výměny vadných solárních panelů pomocí robotické ruky.

## X-37A
Prototyp označovaný jako X-37A neobsahoval pohonnou jednotku a byl od roku 2005 testován jako pevně připojený k letounu Scaled Composites White Knight, který byl použit při vypouštění raketoplánu SpaceShipOne. První samostatný let absolvoval X-37A 7. dubna 2006, kdy po vynesení letounem White King klouzavým letem klesl a přistál na Edwardsově letecké základně. V roce 2006 následovaly další lety.

## X-37B

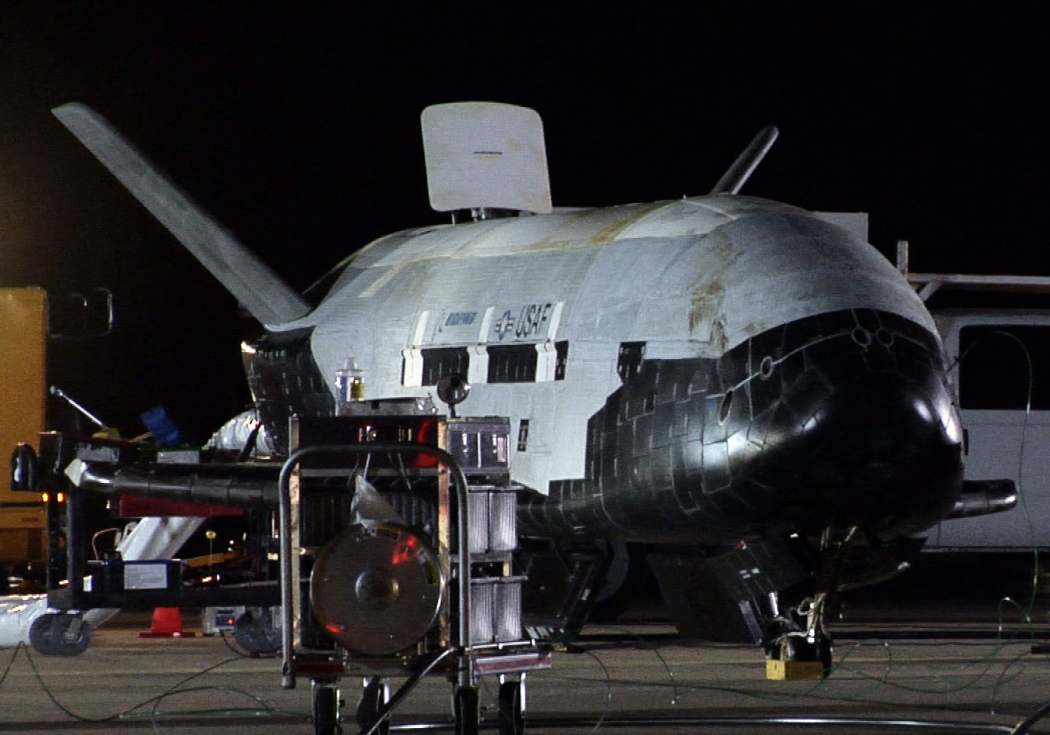
X-37B po návratu z prvního orbitálního letu

V listopadu 2006 Letectvo Spojených států amerických oznámilo, že pro své účely vyvíjí vlastní variantu nazvanou jako X-37B Orbital Test Vehicle (OTV). Plavidlo je vynášeno na nízkou oběžnou dráhu pomocí běžné rakety, díky své velikosti se vejde do aerodynamického krytu. Dosud byla používána raketa Atlas V, na misi OTV-5 byl vynesen nosičem Falcon 9. Tato varianta je schopna, za použití solárních panelů pro napájení systémů, setrvat na oběžné dráze až stovky dní, dosavadní rekord je 779 dní na orbitě. Raketoplán je pokryt tepelným štítem, podobně jako Space Shuttle. Ten umožňuje návrat zpět na zem, kde automaticky přistává na dráze podobně jako běžné letadlo. Vzhledem k tomu, že je celý program utajen, jsou další cíle programu známy jen velmi obecně. Vyrobeny byly zatím zřejmě dva exempláře, třetí je ve výrobě.
Raketoplán není schopen nést lidskou posádku, to je plánováno až u verze X-37C.
V říjnu 2014 NASA potvrdila, že raketoplány X-37B, dosud umístěné ve Vandenbergově letecké základně, budou umístěny v Kennedyho vesmírném středisku v Orbiter Processing Facility 1 a 2, kde byly v době aktivní služby umístěny raketoplány Space Shuttle. V rámci testů bylo také ověřeno, že X-37B může používat i přistávací dráhy dříve používané Space Shuttle.

### Orbitální lety
| Let   | Datum startu      | Místo staru  | Nosič            | Mise    | Trvání mise                 | Místo přistání | Poznámka |
| ----- | ----------------- | ------------ | ---------------- | ------- | --------------------------- | -------------- | -------- |
| OTV-1 | 22. dubna 2010    | CCAFS SLC-41 | Atlas V          | USA-212 | 224d 9h                     | VAFB           |          |
| OTV-2 | 5. března 2011    | CCAFS SLC-41 | Atlas V          | USA-226 | 468d 14h                    | VAFB           |          |
| OTV-3 | 11. prosince 2012 | CCAFS SLC-41 | Atlas V          | USA-240 | 674d 22h                    | VAFB           |          |
| OTV-4 | 20. května 2015   | CCAFS SLC-41 | Atlas V          | USA-261 | 717d 20h                    | VAFB           |          |
| OTV-5 | 7. září 2017      | KSC LC-39A   | Falcon 9 Block 4 | USA-277 | 779 dní, 17 hodin, 51 minut | KSC            |          |
| OTV-6 | 17. května 2020   | CCAFS SLC-41 | Atlas V 501      | USSF-7  | 908 dní, 21 hodin, 8 minut  | KSC            |          |
| OTV-7 | 29. prosince 2023 | KSC LC-39A   | Falcon Heavy     | USSF-52 | 434 dní, 6 hodin, 15 minut  | VAFB           | [ 9 ]    |

#### OTV-1
První známý let X-37B vlastní silou, značený jako USA-212 či OTV-1, započal 22. dubna 2010, kdy X-37B byl vynesen raketou Atlas V z Cape Canaveral Air Force Station. Cíle byly neznámé, spekulovalo se o výzkumu vedoucím k jeho možném budoucím vojenském využití. Po 224 dnech na nízké oběžné dráze raketoplán také úspěšně přistál 3. prosince 2010 na Vandenbergově letecké základně.

#### OTV-2
Druhý orbitální let druhého exempláře X-37B probíhal od 5. března 2011 pod označením USA-226 či OTV-2. Místo původně uváděných devíti měsíců se raketoplán vrátil až po 469 dnech, 16. června 2012, kdy v pořádku přistál opět na Vandenbergově letecké základně.

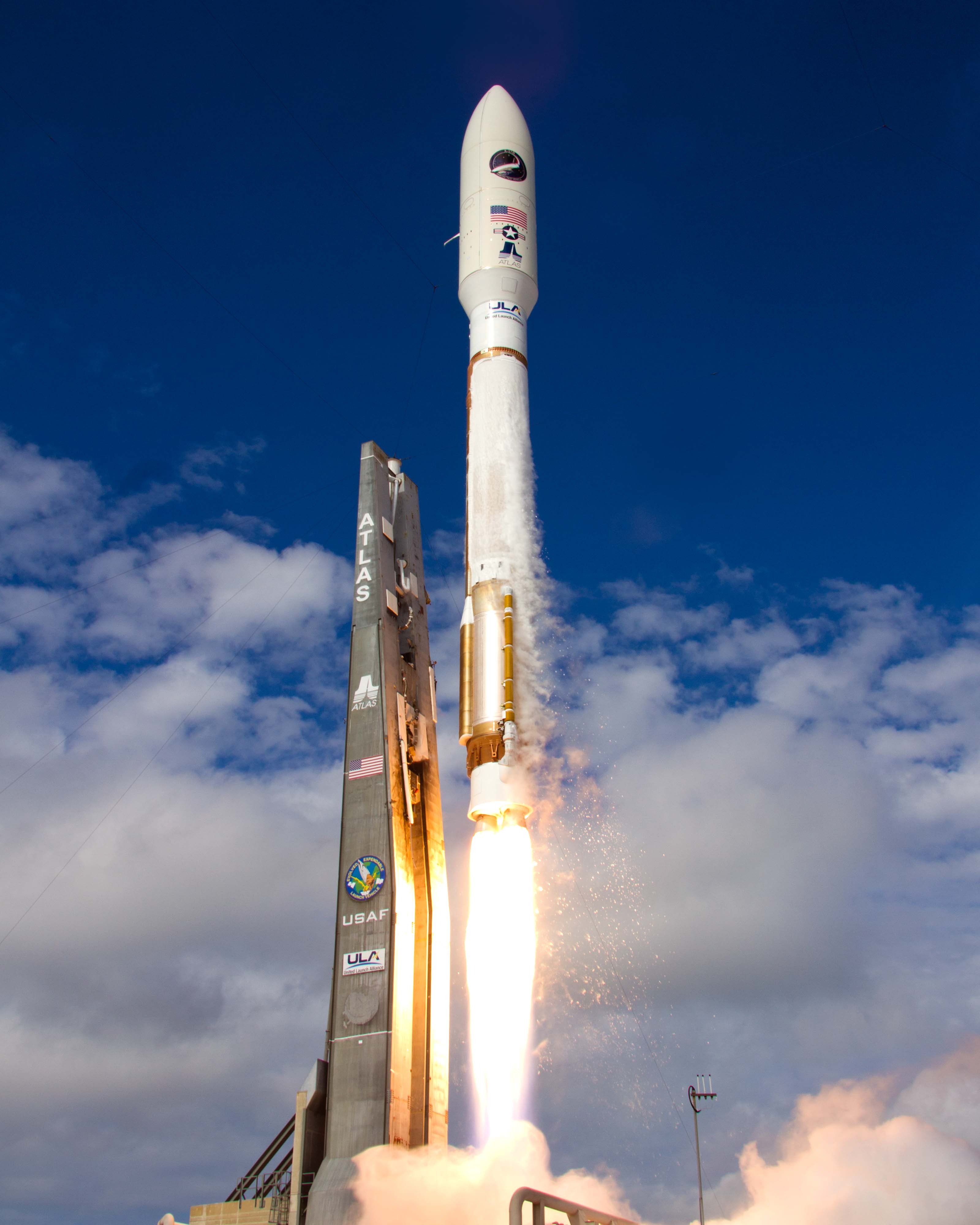
Start rakety Atlas V vynášející X-37B ke třetímu orbitálnímu letu

#### OTV-3
Třetí orbitální let prvního exempláře X-37B probíhal od 11. prosince 2012 pod označením USA-240 či OTV-3. Raketoplán přistál 17. října 2014 po 674 dnech a na Vandenbergově letecké základně.

#### OTV-4
Další orbitální let pod označením OTV-4 odstartoval 20. května 2015. Během letu byly mj. prováděny experimenty s Hallovým motorem, který je využíván také v programu vojenských komunikačních satelitů AEHF (Advanced Extremely High Frequency). Stroj strávil v kosmu 718 dnů a přistál v Kennedyho vesmírném středisku NASA na Mysu Canaveral v neděli 7. května 2017.

#### OTV-5
Další let pod označením OTV-5 odstartoval 7. září 2017. Pravděpodobně jde o let jednoho z již vyrobených exemplářů, protože třetí kus ještě není vyroben. O vynesení raketoplánu se postarala raketa Falcon 9 Block 4. Raketoplán přistál 27. října 2019 po rekordních 779 dnech a 17 hodinách.

### Technické parametry
Raketoplán má oproti vyřazeným raketoplánům Space Shuttle mnohem menší rozměry. X-37B má délku přibližně 8,8 metru a šířku 4,5 metru. Nákladový prostor má rozměry 2,1 x 1,2 metru. Hmotnost raketoplánu X-37B je asi 5 tun.
- Posádka: žádná
- Délka: 8,92 m
- Rozpětí: 4,55 m
- Výška: 2,90 m
- Maximální vzletová hmotnost: 4 990 kg
- Elektrická energie: solární články GaAs s Li-Ion bateriemi
- Plocha pro užitečné zatížení: 2,1 × 1,2 m
- Oběžná rychlost: 28 044 km/h
- Orbit: Nízká oběžná dráha Země
- Oběžná doba: 270 dní (design)

## X-37C
V roce 2011 společnost Boeing oznámila, že plánuje vývoj zvětšené (o 65 až 80 %) varianty X-37B, která má být označena X-37C a umožnit přepravu až šesti astronautů.